# Vint-i-quatre hores en la vida d'una dona
Vint-i-quatre hores en la vida d'una dona (Vierundzwanzig Stunden aus dem Leben einer Frau en alemany) és una novel·la escrita el 1927 per l'escriptor austríac Stefan Zweig. Va ser portada a la pantalla gran els anys 1944 (versió argentina), 1952 (versió anglesa), 1968 (versió francesa) i 2002 (versió francesa).

## Argument

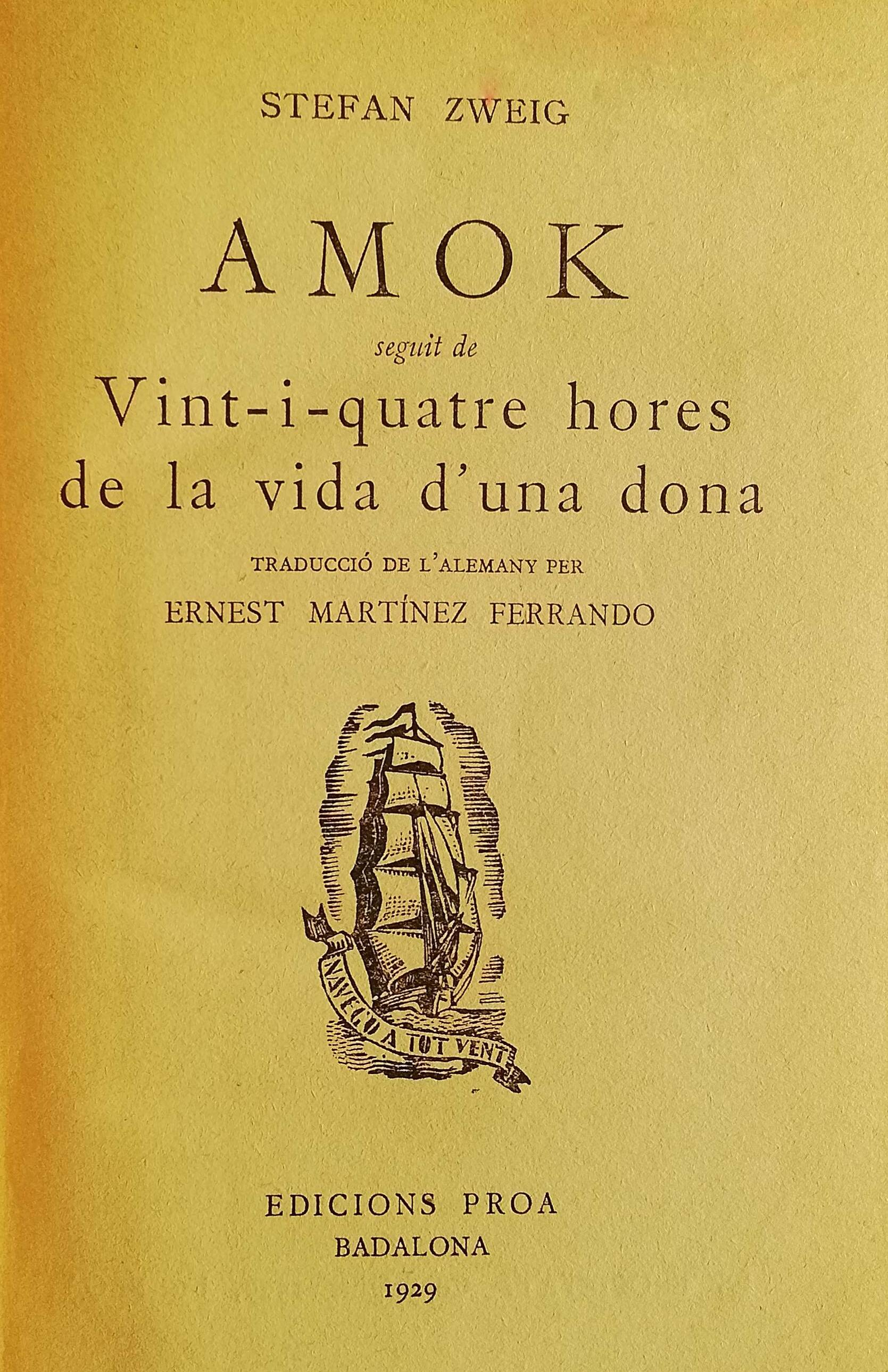
Vint-i-quatre hores de la vida d'una dona (juntament amb la novel·la Amok) de Stefan Zweig, traduïdes al català i publicades a Badalona l'any 1929

La novel·la descriu una dona durant un únic dia de la seva vida, un dia que és, a la vegada, el més vivament meravellós i finalment el més terrible de la seva vida. La protagonista és una vídua anglesa que s'enamora del joc gairebé suïcida i imprudent d'un fracassat diplomàtic polonès, una nit a Monte Carlo. D'aquesta primera guspira d'interès en endavant, es veu immersa en la seva inestable vida plena de problemes.(Bookslut.com)

## Traduccions
- Vint-i-quatre hores de la vida d'una dona. Traducció d'Ernest Martínez Ferrando. Badalona: Edicions Proa, 1929.
- Vint-i-quatre hores en la vida d'una dona. Traducció de Jaume Vallcorba. Barcelona: Quaderns Crema, 1996.